# خرس‌واش کوهپایه
خرس‌واش کوهپایه (نام علمی: Nolina erumpens) نام یک گونه از سرده خرس‌واش است.